# Taphrina sorbi
Taphrina sorbi  (лат.) — вид грибов рода тафрина (Taphrina) отдела аскомицеты (Ascomycota), паразит рябины. Вызывает деформацию и пятнистость листьев.

## Описание
Поражённые листья скручиваются, на них появляются мелкие округлые пятна с нечёткими коричневыми границами.
Мицелий однолетний, развивается под кутикулой растения.
Сумчатый слой («гимений») имеет вид восковидного мучнистого налёта на нижней стороне листьев.
Аски восьмиспоровые, размерами 20—40×10—13 мкм, цилиндрические с округлой или туповатой верхушкой. Базальные клетки (см. в статье Тафрина) размерами 5—7×10—15 мкм, шире асков.
Аскоспоры почти шаровидные, размерами 4—5×4—4,5 мкм, почкуются в асках. Бластоспоры размерами 3,7×1,8 мкм.

## Распространение и хозяева
Taphrina sorbi впервые описана А. А. Ячевским в Закавказье (Грузия), где поражает рябину глоговину (Sorbus torminalis), также известна в Японии на Sorbus alnifolia.